# Корженгу
Корженгу (фр. Corgengoux) насеље је и општина у источном делу централне Француске у региону Бургоња, у департману Златна обала која припада префектури Бон.
По подацима из 2011. године у општини је живело 379 становника, а густина насељености је износила 30,25 становника/km². Општина се простире на површини од 12,53 km². Налази се на средњој надморској висини од 185 метара (максималној 205 m, а минималној 177 m).

## Демографија
| 1962. | 1968. | 1975. | 1982. | 1990. | 1999. | 2011. |
| ----- | ----- | ----- | ----- | ----- | ----- | ----- |
| 221   | 240   | 207   | 234   | 250   | 283   | 379   |

График промене броја становника у току последњих година